# Ciència del Dret
La ciència del dret o ciència jurídica és la disciplina científica que té per objecte l'estudi, la interpretació, integració i sistematització d'una ordenació jurídica per a la seva justa aplicació. A diferència de les Ciències del Dret (en plural), aquesta disciplina comprèn, especialment, l'estudi del dret positiu (conjunt de normes jurídiques). És l'objecte principal d'estudi a les facultats de Dret.

## Denominacions
Les expressions més utilitzades per fer referència a aquesta disciplina són les abans esmentades (ciència del dret o  ciència jurídica); però també sol assignar-se-li les següents denominacions:
- Ciència dogmàtica del Dret;
- Teoria del dret;
- Jurisprudència;
- Sistemàtica jurídica;
- Filosofia del Dret;
- etc.

## Història
La jurisprudència índia antiga s'esmenta en diversos textos de Dharma-xastra, començant amb el Dharmasutra de Bhodhayana.
A l'antiga Xina, els daoistes, confucians i legalistes tenien teories de jurisprudència en competència.
La jurisprudència a l'Antiga Roma va tenir el seu origen amb els (periti) - experts en el jus mos maiorum (llei tradicional), un cos de lleis orals i costums.
Els pretors van establir un cos de lleis en funcionament en jutjar si els casos singulars podien o no ser processats per l'edicta, la pronunciació anual de delictes processables, o en situacions extraordinàries, addicions fetes a l'edicta. Un iudex prescriurà un remei d'acord amb els fets del cas.
Se suposava que les frases de la iudex eren simples interpretacions dels costums tradicionals, però a banda de considerar els costums tradicionals que s'aplicaven a cada cas, aviat van desenvolupar una interpretació més equitativa, adaptant coherentment la llei a les noves exigències socials. Després, la llei es va ajustar amb institucions (conceptes legals) en evolució, mentre es va mantenir en la manera tradicional. Els pretors van ser reemplaçats al segle III a. C. per un cos laic de prudents. L'admissió a aquest organisme estava condicionada a la prova de competència o d'experiència.
Sota l'Imperi Romà, es van crear escoles de dret i la pràctica del dret esdevingué més acadèmica. Des dels inicis de l'Imperi Romà fins al segle iii, grups d'estudiosos, inclosos els proculians i els sabins, van produir un corpus de literatura rellevant. La naturalesa científica dels estudis no tenia precedents a l'antiguitat.
Després del segle iii, la juris prudentia es va convertir en una activitat més burocràtica, amb pocs autors notables. Va ser durant l'Imperi Romà d'Orient (segle V) que van ser una vegada més van dur a terme estudis jurídics en profunditat i és a partir d'aquest moviment cultural que va néixer el Corpus Juris Civilis de Justinià.

## Divisions
Segons la branca del dret positiu a què es refereixi, es distingeixen (en enumeració no taxativa):
- Ciència del Dret penal;[2]
- Ciència del Dret civil;
- Ciència del Dret administratiu;
- Ciència del Dret processal;
- Ciència del Dret constitucional;
- Ciència del Dret privat;
- Ciència del Dret laboral;
- etc.

Atenent al predomino de l'aspecte teòric o pràctic, se solen distingir en la ciència del dret dos aspectes:
- Sistemàtica jurídica (aspecte teòric);
- tècnica jurídica (aspecte pràctic).